# هيكتور زيلايا
هيكتور زيلايا (بالإسبانية: Héctor Ramón Zelaya)‏ ، من مواليد 12 أغسطس 1957 ، لاعب كرة قدم هندوراسي سابق.
لعب مع منتخب هندوراس لكرة القدم، وشارك في كأس العالم 1982، وسجل فيه هدفاً في مباراة مع المنتخب الإسباني التي انتهت بالتعادل 1-1.

## روابط خارجية
- هيكتور زيلايا على موقع الاتحاد الدولي (مؤرشف)  (الإنجليزية)
- هيكتور زيلايا على موقع قاعدة بيانات كرة القدم.إي يو (الإنجليزية)
- هيكتور زيلايا على موقع ناشيونال فوتبول تيمز (الإنجليزية)
- هيكتور زيلايا على موقع Soccerway.com (الإنجليزية)
- هيكتور زيلايا على موقع عالم كرة القدم.نت (الإنجليزية)